# Giống chó

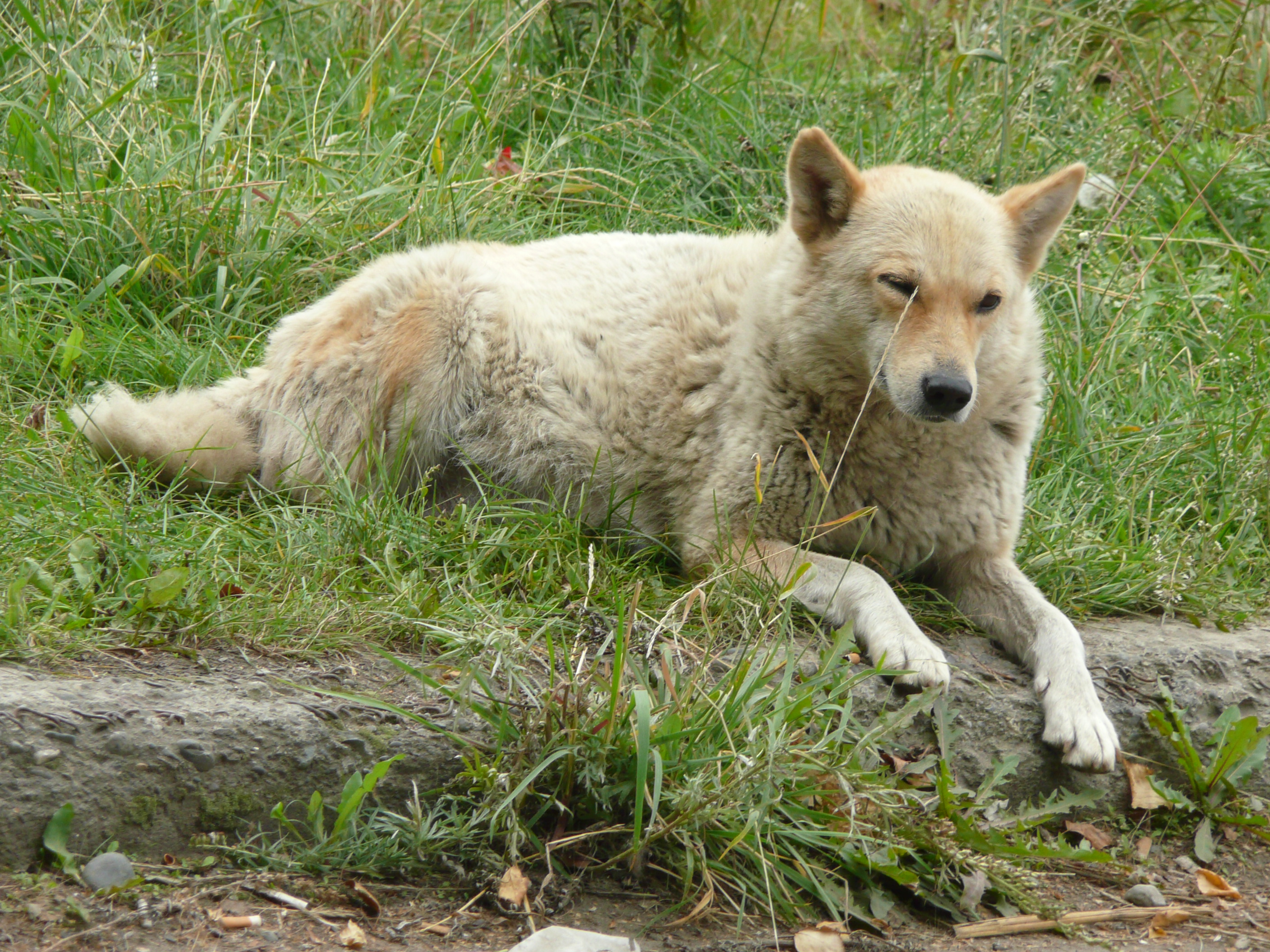
Một giống chó của Nga

Giống chó là nhóm các con chó nhà có liên quan chặt chẽ và tương tự nhau, đó là tất cả các loài có những đặc điểm đặc trưng được lựa chọn và duy trì bởi con người. Các giống chó cũng là dùng để chỉ giống tự nhiên hoặc các giống mà phát sinh thông qua thời gian để đáp ứng với một môi trường cụ thể trong đó có con người, với ít hoặc không có giống chọn lọc của con người.
Giống chó không được khoa học xác định phân loại sinh học, mà là các nhóm xác định bởi các câu lạc bộ của người có sở thích chơi chó được gọi là câu lạc bộ giống. Một giống chó được đại diện bởi một số lượng đủ của các cá nhân để ổn định chuyển đặc điểm cụ thể của nó qua nhiều thế hệ. Một con chó được cho là thuần chủng nếu cha mẹ của họ đã được thuần chủng và nếu con chó đáp ứng các tiêu chuẩn của giống chó này. Sự khác biệt di truyền rõ ràng giữa các giống chó đã làm chó giống cụ thể đối tượng tốt cho nghiên cứu y học và di truyền của con người.

## Danh mục
| Tên gọi                                                                       | Phân loại FCI No. | Tên tiếng Anh                                                           | Hình                                 |                                      |
| ----------------------------------------------------------------------------- | ----------------- | ----------------------------------------------------------------------- | ------------------------------------ | ------------------------------------ |
| Chó chăn cừu Đức Chó Berger                                                   | 166               | German Shepherd                                                         |                                      |                                      |
| Chó ngao Tây Tạng Ngao tạng                                                   | 230               | Tibetan Mastiff                                                         |                                      |                                      |
| Dobermann                                                                     | 143               | Doberman Pinscher                                                       |                                      |                                      |
| Great Dane Chó ngao Đức                                                       | 235               | Great Dane                                                              |                                      |                                      |
| Greyhound Chó săn xám                                                         | 158               | Greyhound                                                               |                                      |                                      |
| Golden Retriever                                                              | 111               | Golden Retriever                                                        |                                      |                                      |
| Chó Husky Sibir Siberian Husky                                                | 270               | Siberian Husky                                                          |                                      |                                      |
| Chó chăn cừu Shetland                                                         | 88                | Shetland Sheepdog                                                       |                                      |                                      |
| Chó chăn cừu Iceland Chien de berger islandais, Islenskur Fjárhundur          | 289               | Icelandic Sheepdog                                                      |                                      |                                      |
| Shiba Inu Chó Shiba                                                           | 257               | Shiba Inu                                                               |                                      |                                      |
| Chó Chihuahua                                                                 | 218               | Chihuahua                                                               |                                      |                                      |
| Chó Nhật                                                                      | 206               | Japanese Chin Japanese Spaniel                                          |                                      |                                      |
| Chó Bắc Kinh                                                                  | 207               | Pekingese                                                               |                                      |                                      |
| Chó Pug                                                                       | 253               | Pug/Carlin                                                              |                                      |                                      |
| Chó Dachshund Chó lạp xưởng                                                   | 148               | Dachshund Dackel, Teckel                                                |                                      |                                      |
| Chó Pungsan                                                                   |                   | Pungsan Dog Poongsan                                                    |                                      |                                      |
| Chó Phú Quốc                                                                  |                   | Phu Quoc Ridgeback Phu-Quoc Greyhound                                   |                                      |                                      |
| Chó St. Bernard                                                               | 61                | St. Bernard dog Bernhadiner                                             |                                      |                                      |
| Chó săn Afghan                                                                | 228               | Afghan Hound                                                            |                                      |                                      |
| Akita Inu Chó Akita                                                           | 255               | Akita Inu                                                               |                                      |                                      |
| Alaskan Klee Kai                                                              |                   | Alaskan Klee Kai                                                        |                                      |                                      |
| Alaskan Malamute Chó Alaska                                                   | 243               | Alaskan Malamute                                                        |                                      |                                      |
| Akita Mỹ                                                                      | 344               | American Akita                                                          |                                      |                                      |
| Chó bò Anh Chó bull Anh                                                       | 149               | Bulldog                                                                 |                                      |                                      |
| Chó bò Mỹ Chó bull Mỹ                                                         |                   | American Bulldog                                                        |                                      |                                      |
| Chó bò Pháp Chó bull Pháp                                                     | 101               | French Bulldog                                                          |                                      |                                      |
| Chó sục Boston                                                                | 140               | Boston Terrier                                                          |                                      |                                      |
| Chó sục Pit Bull Mỹ                                                           | 286               | American Staffordshire Terrier                                          |                                      |                                      |
| American Cocker Spaniel                                                       | 167               | American Cocker Spaniel                                                 |                                      |                                      |
| Chó săn cáo Mỹ                                                                | 303               | American Foxhound                                                       |                                      |                                      |
| Chó thổ dân da đỏ                                                             |                   | American Indian Dog                                                     |                                      |                                      |
| Chó Canaan                                                                    | 273               | Canaan Dog                                                              |                                      |                                      |
| Chó Bangkaew Thái                                                             |                   | Bangkaew Dog                                                            | xxxx200px]]                          | xxxx200px]]                          |
| Basenji                                                                       | 43                | Basenji                                                                 |                                      |                                      |
| Chó cỏ Chó ta                                                                 |                   |                                                                         |                                      |                                      |
| Chó Trùng Khánh                                                               |                   | Chinese Chongqing Dog                                                   |                                      |                                      |
| Chó Kangal Chó chăn cừu Anatoli                                               |                   | Kangal Dog                                                              |                                      |                                      |
| Chó Kintamani Chó núi Bali                                                    |                   | Kintamani                                                               |                                      |                                      |
| Chó Jindo                                                                     | 334               | Korean Jindo                                                            |                                      |                                      |
| Lundehund Chó sáu ngón                                                        | 265               | Norwegian Lundehund                                                     |                                      |                                      |
| Chó biết hát New Guinea                                                       | Chó hoang         | New Guinea Singing Dog                                                  |                                      |                                      |
| Chó núi Đài Loan Chó Đài Loan                                                 | 348               | Taiwan Dog Formosan Dog                                                 |                                      |                                      |
| Telomian                                                                      |                   | Telomian                                                                |                                      |                                      |
| Chó sục cáo lông mượt                                                         |                   | Smooth Fox Terrier                                                      |                                      |                                      |
| Chó chăn cừu Tervuren                                                         | 15                | Belgian Shepherd Tervuren                                               |                                      |                                      |
| Chó chăn cừu Malinois                                                         | 15                | Belgian Shepherd Malinois                                               |                                      |                                      |
| Chó chăn gia súc Úc                                                           | 287               | Australian Cattle Dog                                                   |                                      |                                      |
| Chó chăn cừu Kelpie Úc                                                        | 293               | Australian Kelpie                                                       |                                      |                                      |
| Chó Beauceron                                                                 | 44                | Beauceron                                                               |                                      |                                      |
| Labrador Retriever Chó Lab                                                    | 122               | Labrador Retriever                                                      |                                      |                                      |
| Chó chăn cừu Anatoli Çoban Köpeği                                             | 331               | Anatolian Shepherd Dog                                                  |                                      |                                      |
| Azawakh                                                                       | 307               | Azawakh                                                                 |                                      |                                      |
| Sloughi                                                                       | 188               | Sloughi                                                                 |                                      |                                      |
| Saluki                                                                        | 269               | Saluki                                                                  |                                      |                                      |
| Chó lông xoáy Nam Phi Chó xoáy Rhodesian                                      | 146               | Rhodesian Ridgeback                                                     |                                      |                                      |
| Chó săn Pharaoh Kelb Tal Fenek                                                | 248               | Pharaoh Hound                                                           |                                      |                                      |
| Podenco Canario                                                               | 329               | Canarian Warren Hound                                                   |                                      |                                      |
| Chó lông xoáy Thái Lan Chó xoáy Thái, Phú Quốc Thái                           | 338               | Thai Ridgeback                                                          |                                      |                                      |
| Chó Phốc                                                                      | 185               | Miniature Pinscher                                                      |                                      |                                      |
| Podenco Ibicenco Ibizan Podenco                                               | 89                | Ibizan Hound                                                            |                                      |                                      |
| Chó chăn cừu Úc                                                               | 342               | Australian Shepherd                                                     |                                      |                                      |
| Chó sục Úc                                                                    | 8                 | Australian terrier                                                      |                                      |                                      |
| Chó săn chân lùn                                                              | 163               | Basset Hound                                                            |                                      |                                      |
| Chó săn thỏ                                                                   | 161               | Beagle                                                                  |                                      |                                      |
| Chó chăn cừu râu dài                                                          | 271               | Bearded Collie                                                          |                                      |                                      |
| Chó sục Bedlington                                                            | 9                 | Bedlington Terrier                                                      |                                      |                                      |
| Chó chăn cừu trắng Thụy Sĩ Berger Blanc Suisse Weißer Schweizer Schäferhund   | 347               | White Swiss Shepherd                                                    |                                      |                                      |
| Samoyed                                                                       | 212               | Samoyed                                                                 |                                      |                                      |
| Chó Spitz Nhật Japanischer/Japanese Spitz                                     | 262               | Japanese Spitz                                                          |                                      |                                      |
| Chó Eskimo Mỹ                                                                 |                   | American Eskimo Dog                                                     |                                      |                                      |
| Hokkaidō-Inu Chó Hokkaido                                                     | 261               | Hokkaido inu                                                            |                                      |                                      |
| Kishu Inu                                                                     | 318               | Kishu                                                                   |                                      |                                      |
| Chó chăn cừu Picard                                                           | 176               | Picardy Shepherd                                                        |                                      |                                      |
| Chó núi Bern Bouvier bernois, Bernenski pies pasterski                        | 45                | Bernese Mountain Dog                                                    |                                      |                                      |
| Bichon Frise                                                                  | 215               | Bichon Frisé                                                            |                                      |                                      |
| Chó săn gấu mèo nâu đen                                                       | 300               | Black and Tan Coonhound                                                 |                                      |                                      |
| Chó sục Nga đen                                                               | 327               | Black Russian Terrier, Tchiorny Terrier                                 |                                      |                                      |
| Chó săn gấu mèo lam                                                           |                   | Bluetick Coonhound                                                      |                                      |                                      |
| Collie biên giới                                                              | 297               | Border Collie                                                           |                                      |                                      |
| Borzoi Ngao xù                                                                | 193               | Borzoi                                                                  |                                      |                                      |
| Chó chăn gia súc Flanders                                                     | 191               | Bouvier des Flandres                                                    |                                      |                                      |
| Braque Braque du Bourbonnais                                                  | 179               | Bourbonnais Pointing Dog                                                |                                      |                                      |
| Briard Berger de Brie                                                         | 113               | Briard                                                                  |                                      |                                      |
| Chó sục Bun                                                                   | 11                | Bull Terrier                                                            |                                      |                                      |
| Chó ngao Bun                                                                  | 157               | Bullmastiff                                                             |                                      |                                      |
| Chó ngao Brasil Fila Brasileiro                                               | 225               | Brazilian Mastiff                                                       |                                      |                                      |
| Chó ngao Anh                                                                  | 264               | Mastiff                                                                 |                                      |                                      |
| Chó ngao Neopolitan                                                           | 197               | Neapolitan Mastiff                                                      |                                      |                                      |
| Chó ngao Ý                                                                    | 343               | Cane Corso Italian Corso Dog                                            |                                      |                                      |
| Dogo Argentino Chó ngao Á Căn Đình                                            | 292               | Argentine Dogo                                                          |                                      |                                      |
| Chó ngao Pháp                                                                 | 116               | Dogue de Bordeaux French Mastiff                                        |                                      |                                      |
| Chó săn vịt Pudel                                                             | 172               | Poodle                                                                  |                                      |                                      |
| Chó chăn gia súc vùng Azores Cão Fila de São Miguel                           | 340               | Azores Cattle Dog                                                       |                                      |                                      |
| Galgo Español lévrier espagnol                                                | 285               | Spanish Greyhound                                                       |                                      |                                      |
| Chó săn Rampur                                                                |                   | Rampur Hound                                                            |                                      |                                      |
| Chó Catahoula Chó báo leo cây Catahoula                                       |                   | Catahoula Leopard Dog                                                   |                                      |                                      |
| Chó chăn cừu Kavkaz                                                           | 328               | Caucasian Ovcharka Caucasian Mountain Dog                               |                                      |                                      |
| Cavalier King Charles Spaniel Vua kỵ sĩ xứ Tây Ban Nha                        | 136               | Cavalier King Charles Spaniel                                           |                                      |                                      |
| Chó sục Jack Russell                                                          | 345               | Jack Russell Terrier                                                    |                                      |                                      |
| Chó sục Séc Chó sục Tiệp, Český Teriér                                        | 246               | Czech Terrier                                                           |                                      |                                      |
| Chó Vịnh Chesapeake                                                           | 263               | Chesapeake Bay Retriever                                                |                                      |                                      |
| Chó chăn cừu Laekenois                                                        | 15                | Belgian Shepherd Laekenois                                              |                                      |                                      |
| Chó đánh hơi Chien de Saint-Hubert                                            | 84                | Bloodhound                                                              |                                      |                                      |
| Chó có mào                                                                    | 288               | Chinese Crested Dog                                                     |                                      |                                      |
| Chow Chow                                                                     | 205               | Chow Chow                                                               |                                      |                                      |
| Chó Côn Minh                                                                  |                   | Kunming Wofldog                                                         |                                      |                                      |
| Clumber Spaniel                                                               | 109               | Clumber Spaniel                                                         |                                      |                                      |
| Chó Bướm                                                                      | 77                | Papillon                                                                |                                      |                                      |
| Chó đốm Dalmatinac                                                            | 153               | Dalmatian                                                               |                                      |                                      |
| Chó võ sĩ Chó Bốc-xơ                                                          | 144               | Boxer                                                                   |                                      |                                      |
| Cocker spaniel Anh Quốc                                                       | 5                 | English Cocker Spaniel                                                  |                                      |                                      |
| Chó săn cáo Anh Quốc                                                          | 159               | English Foxhound                                                        |                                      |                                      |
| Setter Anh Quốc Setter anglais                                                | 2                 | English Setter                                                          |                                      |                                      |
| Chó Anh Brittany Spaniel                                                      | 95                | Brittany                                                                |                                      |                                      |
| Setter nâu đen Setter gordon                                                  | 6                 | Gordon Setter                                                           |                                      |                                      |
| Setter đỏ trắng                                                               | 330               | Irish Red & White Setter                                                |                                      |                                      |
| Setter Ái Nhĩ Lan                                                             | 120               | Irish Setter                                                            |                                      |                                      |
| Chó sục Wheaten lông mềm                                                      | 40                | Soft-Coated Wheaten Terrier                                             |                                      |                                      |
| Chó Komondor Chó giẻ lau                                                      | 53                | Komondor                                                                |                                      |                                      |
| Lhasa Apso                                                                    | 227               | Lhasa Apso                                                              |                                      |                                      |
| Chó sục Manchester                                                            | 71                | Manchester Terrier                                                      |                                      |                                      |
| Chó Newfoundland                                                              | 50                | Newfoundland                                                            |                                      |                                      |
| Chó chăn cừu Anh Quốc Bobtail                                                 | 16                | Old English Sheepdog                                                    |                                      |                                      |
| Chó săn xám Ý                                                                 | 200               | Italian Greyhound                                                       |                                      |                                      |
| Löwchen Chó sư tử/Petit chien lion                                            | 233               | Löwchen                                                                 |                                      |                                      |
| Pit bull Chó chiến binh                                                       |                   | Pit bull                                                                |                                      |                                      |
| Pit Bull Mỹ                                                                   |                   | American Pit Bull Terrier American Bully                                |                                      |                                      |
| Chó Phốc sóc Pom                                                              |                   | Pomeranian Dog                                                          |                                      |                                      |
| Puli                                                                          | 55                | Puli                                                                    |                                      |                                      |
| Rottweiler Rốt, Rốt-ti                                                        | 147               | Rottweiler                                                              |                                      |                                      |
| Collie lông dài                                                               | 156               | Rough Collie                                                            |                                      |                                      |
| Schipperke                                                                    | 83                | Schipperke                                                              |                                      |                                      |
| Chó sục Scotland Scottish Terrier                                             | 73                | Scottish Terrier                                                        |                                      |                                      |
| Miniature Schnauzer                                                           | 181, 182 và 183   | Schnauzer                                                               |                                      |                                      |
| Chó Sa Bì                                                                     | 309               | Shar Pei, Chinese Shar-Pei                                              |                                      |                                      |
| Shih Tzu Thạch sư khuyển Chó sư tử đá                                         | 208               | Shih Tzu                                                                |                                      |                                      |
| Shikoku Inu                                                                   | 319               | Shikoku                                                                 |                                      |                                      |
| Chó sục Skye                                                                  | 75                | Skye Terrier                                                            |                                      |                                      |
| Collie lông mượt                                                              | 296               | Smooth Collie                                                           |                                      |                                      |
| Chó sục Bun Staffordshire                                                     | 76                | Staffordshire Bull Terrier                                              |                                      |                                      |
| Chó săn Phần Lan                                                              | 49                | Finnish Spitz                                                           |                                      |                                      |
| Sussex Spaniel                                                                | 127               | Sussex Spaniel                                                          |                                      |                                      |
| Chó cảnh Tây Tạng                                                             | 231               | Tibetan Spaniel                                                         |                                      |                                      |
| Chó sục cáo cảnh                                                              |                   | Toy Fox Terrier                                                         |                                      |                                      |
| Weimaraner Con Ma xám                                                         | 99                | Weimaraner                                                              |                                      |                                      |
| Chó Corgi xứ Wales cổ                                                         | 38                | Welsh Corgi Cardigan                                                    |                                      |                                      |
| Whippet Mũi tên đường đua                                                     | 162               | Whippet                                                                 |                                      |                                      |
| Chó không lông                                                                | 234               | Xoloitzcuintle Mexican Hairless Dog                                     |                                      |                                      |
| Chó sục Yorkshire                                                             | 86                | Yorkshire terrier                                                       |                                      |                                      |
| Chó sục cáo lông xoăn Chó sục lông xoăn                                       | 306               | Wire Fox Terrier                                                        |                                      |                                      |
| Chó khỉ Affenpinscher                                                         | 186               | Affenpinscher                                                           |                                      |                                      |
| Aidi                                                                          | 247               | Aidi                                                                    |                                      |                                      |
| Chó sục Airedale                                                              | 7                 | Airedale Terrier                                                        |                                      |                                      |
| Alaskan Husky                                                                 |                   | Alaskan Husky                                                           |                                      |                                      |
| Alpine Dachsbracke                                                            | 254               | Alpine Dachsbracke                                                      |                                      |                                      |
| Altdeutscher Hütehund                                                         |                   | Old German Cattledog                                                    |                                      |                                      |
| Chó sục lông ngắn Mỹ                                                          |                   | American Hairless Terrier                                               |                                      |                                      |
| Chó sục cảnh Mỹ                                                               |                   | American Toy Terrier                                                    |                                      |                                      |
| American Water Spaniel                                                        | 301               | American Water Spaniel                                                  |                                      |                                      |
| Chó săn xám Anatoli                                                           |                   | Anatolian Greyhound                                                     |                                      |                                      |
| Anglo-Français de Petite Vénerie                                              | 325               | Anglo-French Hound                                                      |                                      |                                      |
| Appenzeller Sennenhund                                                        | 46                | Appenzeller Sennenhund                                                  |                                      |                                      |
| Ariégeois                                                                     | 20                | Ariege Hound                                                            |                                      |                                      |
| Chó sục Silky Úc                                                              | 236               | Australian Silky Terrier                                                |                                      |                                      |
| Australian Stumpy Tail Cattle Dog                                             | 251               | Australian Stumpy Tail Cattle Dog                                       |                                      |                                      |
| Barbet                                                                        | 105               | Barbet                                                                  |                                      |                                      |
| Bardino Perro de Ganado Majorero                                              |                   | Bardino                                                                 |                                      |                                      |
| Basset Artésien Normand                                                       | 34                | Norman Artesian Basset                                                  |                                      |                                      |
| Basset Bleu de Gascogne                                                       | 35                | Blue Gascony Basset                                                     |                                      |                                      |
| Basset Fauve de Bretagne                                                      | 36                | Fawn Brittany Basset                                                    |                                      |                                      |
| Bayerischer Gebirgsschweißhund                                                | 217               | Bavarian Mountain Hound                                                 |                                      |                                      |
| Chó chăn cừu Griffon Griffons belges                                          | 80, 81, 82        | Brussels Griffon                                                        |                                      |                                      |
| Chó vẩy Bergamasco                                                            | 194               | Bergamasco                                                              |                                      |                                      |
| Chó chăn cừu Pyrénées Berger des Pyrénées                                     | 138 and 141       | Pyrenean Shepherd                                                       |                                      |                                      |
| Bichon Havanais                                                               | 250               | Havanese                                                                |                                      |                                      |
| Billy                                                                         | 25                | Billy                                                                   |                                      |                                      |
| Blue Picardy Spaniel                                                          | 106               | Blue Picardy Spaniel                                                    |                                      |                                      |
| Boerboel                                                                      |                   | Boerboel                                                                |                                      |                                      |
| Chó đốm Bohemian                                                              |                   | Bohemian Spotted Dog                                                    |                                      |                                      |
| Chó Bolognese Bichon bolonais                                                 | 196               | Bolognese                                                               |                                      |                                      |
| Bolonka franzuska                                                             |                   | Bolonka franzuska                                                       |                                      |                                      |
| Bolonka Zwetna                                                                |                   |                                                                         |                                      |                                      |
| Chó sục biên giới                                                             | 10                | Border Terrier                                                          |                                      |                                      |
| Bosanski Ostrodlaki Gonic Barak                                               | 155               | Bosnian Coarse Haired Hound                                             |                                      |                                      |
| Boykin Spaniel                                                                |                   | Boykin Spaniel                                                          |                                      |                                      |
| Chó chỉ điểm Pháp giống Pyrenees Braque francais type Pyrenees                | 134               | French Pointing Dog Pyrenean type                                       |                                      |                                      |
| Bracco Ý                                                                      | 202               | Bracco Italiano                                                         |                                      |                                      |
| Brandlbracke                                                                  | 63                | Austrian Black and Tan Hound                                            |                                      |                                      |
| Braque d' Auvergne                                                            | 180               | Auvergne Pointing Dog                                                   |                                      |                                      |
| Braque Saint-Germain                                                          | 177               | Braque Saint-Germain                                                    |                                      |                                      |
| Briquet Griffon Vendeen                                                       | 19                | Medium Vendeen Griffon                                                  |                                      |                                      |
| Broholmer                                                                     | 315               | Broholmer                                                               |                                      |                                      |
| Chó ngao Majorca Dogue de Majorque, Ca de Bou                                 | 249               | Majorca Mastiff                                                         |                                      |                                      |
| Chó chăn cừu Majorca Ca de Bestiar                                            | 321               | Majorca Shepherd Dog                                                    |                                      |                                      |
| Chó sục Cairn                                                                 | 4                 | Cairn Terrier                                                           |                                      |                                      |
| Can de Palleiro                                                               |                   | Galician Palleiro Dog Palleiro Shepherd Dog Galician Cattledog Palleiro |                                      |                                      |
| Chó Canada Eskimo                                                             |                   | Canadian Inuit Dog Canadian Eskimo Dog                                  |                                      |                                      |
| Cane da pastore Maremmano-Abbruzzese                                          | 201               | Maremma and Abruzzes Sheepdog                                           |                                      |                                      |
| Cane pecoraio siciliano                                                       |                   | Sicilian Sheepdog                                                       |                                      |                                      |
| Chó lội nước Bồ Đào Nha Cão de Água Português                                 | 37                | Portuguese Water Dog                                                    |                                      |                                      |
| Cao de Serra de Aires                                                         | 93                | Portuguese Sheepdog                                                     |                                      |                                      |
| Chó săn Caravan                                                               |                   | Caravan Hound                                                           |                                      |                                      |
| Chó Carolina                                                                  |                   | Carolina Dog                                                            |                                      |                                      |
| Chó Bun Catahoula                                                             |                   | Catahoula Bulldog                                                       |                                      |                                      |
| Chó chăn cừu Trung Á                                                          | 335               | Central Asia Shepherd Dog                                               |                                      |                                      |
| Český fousek                                                                  | 245               | Bohemian wire-haired Pointing Griffon                                   |                                      |                                      |
| Cierny Sery                                                                   |                   |                                                                         |                                      |                                      |
| Chó lai sói Tiệp Khắc Československý vlčiak Chó săn sói Tschechoslowakischer  | 332               | Czechoslovakian Wolfdog                                                 |                                      |                                      |
| Chart Polski                                                                  | 333               | Polish Greyhound Polish Sighthound                                      |                                      |                                      |
| Chó núi Pyrénées Chien de Montagne des Pyrénées, Patou                        | 137               | Pyrenean Mountain Dog                                                   |                                      |                                      |
| Chó chăn cừu Groenendael Chien de Berger Belge Groenendael                    | 15                | Belgian Shepherd Groenendael                                            |                                      |                                      |
| Chó núi Estrela Cão da serra da Estrela                                       | 173               | Estrela Mountain Dog                                                    |                                      |                                      |
| Chó chăn cừu Bồ Đào Nha Cao de castro laboreiro                               | 170               | Portuguese Cattle Dog                                                   |                                      |                                      |
| Chó săn Artois Chien d'Artois                                                 | 28                | Artois Hound                                                            |                                      |                                      |
| Chinook                                                                       |                   | Chinook                                                                 |                                      |                                      |
| Chó chăn cừu Bohemian Chodský pes                                             |                   | Bohemian Shepherd                                                       |                                      |                                      |
| Chortaj                                                                       |                   |                                                                         |                                      |                                      |
| Chó chăn cừu Carpathian Romania Ciobanesc Românesc Carpatin                   | 350               | Romanian Carpathian Shepherd Dog                                        |                                      |                                      |
| Chó chăn cừu Romanian de Bucovina Ciobanesc Romanesc de Bucovina              | 357               | Romanian de Bucovina Shepherd Dog                                       |                                      |                                      |
| Chó chăn cừu Mioritic Romania Ciobanesc Romanesc Mioritic                     | 349               | Romanian Mioritic Shepherd Dog                                          |                                      |                                      |
| Cirneco dell'Etna                                                             | 199               | Cirneco dell'Etna                                                       |                                      |                                      |
| Coton de Tulear                                                               | 283               | Coton de Tulear                                                         |                                      |                                      |
| Chó săn Crete                                                                 |                   | Cretan Hound                                                            |                                      |                                      |
| Cursinu                                                                       |                   | Cursinu                                                                 |                                      |                                      |
| Curly Coated Retriever                                                        | 110               | Curly Coated Retriever                                                  |                                      |                                      |
| Chó sục Dandie Dinmont                                                        | 168               | Dandie Dinmont Terrier                                                  |                                      |                                      |
| Chó nông trại Đan Mạch-Thụy Điển Dansk-Svensk Gaardshund                      | 356               | Danish/Swedish Farm Dog                                                 |                                      |                                      |
| Chó săn hươu                                                                  | 164               | Deerhound                                                               |                                      |                                      |
| Chó săn Đức Deutsche Bracke                                                   | 299               | German Hound                                                            |                                      |                                      |
| Chó chăn cừu lông dài Deutsch-Langhaar                                        | 117               | German Longhaired Pointer                                               |                                      |                                      |
| Deutsch Stichelhaar                                                           | 232               | German Rough-haired Pointing Dog                                        |                                      |                                      |
| Deutscher Pinscher Pinscher allemand                                          | 184               | German Pinscher                                                         |                                      |                                      |
| Chó Spitz Đức                                                                 | 97                | German Spitz                                                            |                                      |                                      |
| Deutscher Wachtel                                                             | 104               | German Spaniel                                                          |                                      |                                      |
| Deutsch Kurzhaar                                                              | 119               | German Shorthaired Pointer                                              |                                      |                                      |
| Deutsch Drahthaar                                                             | 98                | German Wirehaired Pointer                                               |                                      |                                      |
| Dogo Canario                                                                  | 346               | Canary Dog                                                              |                                      |                                      |
| Drentse Patrijshond                                                           | 224               | Dutch Partridge Dog                                                     |                                      |                                      |
| Drever                                                                        | 130               | Drever                                                                  |                                      |                                      |
| Chó săn Na Uy                                                                 | 203               | Norwegian Hound                                                         |                                      |                                      |
| Elo                                                                           |                   | Elo                                                                     |                                      |                                      |
| Chó săn gấu mèo Anh Quốc                                                      |                   | English Coonhound                                                       |                                      |                                      |
| Springer Spaniel Anh Quốc                                                     | 125               | English Springer Spaniel                                                |                                      |                                      |
| Chó chỉ điểm Anh Quốc                                                         | 1                 | Pointer                                                                 |                                      |                                      |
| Chó sục cảnh Anh Quốc                                                         | 13                | English Toy Terrier, King Charles Spaniel                               |                                      |                                      |
| Entlebucher Sennenhund                                                        | 47                | Entelbuch Mountain Dog                                                  |                                      |                                      |
| Epagneul Français                                                             | 175               | French Spaniel                                                          |                                      |                                      |
| Epagneul Picard                                                               | 108               | Picardy Spaniel                                                         |                                      |                                      |
| Epagneul de Pont-Audemer                                                      | 114               | Pont Audemer Spaniel                                                    |                                      |                                      |
| Erdélyi Kopó                                                                  | 241               | Transylvanian Hound                                                     |                                      |                                      |
| Eurasier                                                                      | 291               | Eurasier                                                                |                                      |                                      |
| Flat Coated Retriever                                                         | 121               | Flat-Coated Retriever                                                   |                                      |                                      |
| Chó sục cáo                                                                   | 12 và 169         | Fox Terrier                                                             |                                      |                                      |
| Gammel Dansk Hønsehund                                                        | 281               | Old Danish Pointer                                                      |                                      |                                      |
| Chó sục Glen xứ Imaal                                                         | 302               | Glen of Imaal Terrier                                                   |                                      |                                      |
| Gończy Polski                                                                 | 354               | Polish Hunting Dog, Polish Scenthound                                   |                                      |                                      |
| Chó chăn cùu Catalan Gos-d'Atura-Catala                                       | 87                | Catalan Sheepdog                                                        |                                      |                                      |
| Chó săn Anh Pháp lớn tam thể Grand anglo-français tricolore                   | 322               | Great Anglo-French Tricolour Hound                                      |                                      |                                      |
| Chó săn Anh Pháp lớn cam trắng Grand anglo-français blanc et orange           | 324               | Great Anglo-French White and Orange Hound                               |                                      |                                      |
| Chó săn Anh Pháp lớn đen trắng Grand anglo-français blanc et noir             | 323               | Great Anglo-French White and Black Hound                                |                                      |                                      |
| Grand Basset Griffon Vendéen                                                  | 33                | Large Vendeen Griffon Basset                                            |                                      |                                      |
| Grand Griffon Vendeen                                                         | 282               |                                                                         |                                      |                                      |
| Chó săn Gascony lớn Grand Bleu de Gascogne                                    | 22                | Great Gascony Hound, Great Gascony Blue                                 |                                      |                                      |
| Chó Greenland Grønlandshund                                                   | 274               | Greenland Dog                                                           |                                      |                                      |
| Griffon Fauve de Bretagne                                                     | 66                | Fawn Brittany Griffon                                                   |                                      |                                      |
| Griffon bleu de Gascogne                                                      | 32                | Blue Gascony Griffon                                                    |                                      |                                      |
| Griffon d'arrêt à poil dur Korthals                                           | 107               | Wirehaired Pointing Griffon Korthals Griffon                            |                                      |                                      |
| Griffon Nivernais                                                             | 17                | Griffon Nivernais                                                       |                                      |                                      |
| Grosser Schweizer Sennenhund Grand bouvier Suisse                             | 58                | Greater Swiss Mountain Dog                                              |                                      |                                      |
| Chó săn Halden Haldenstovare                                                  | 267               | Halden Hound                                                            |                                      |                                      |
| Chó săn Hamilton Hamiltonstövare                                              | 132               | Hamilton Hound                                                          |                                      |                                      |
| Chó săn Hanover Hannoverscher Schweisshund                                    | 213               | Hanover Hound                                                           |                                      |                                      |
| Harrier                                                                       | 295               | Harrier                                                                 |                                      |                                      |
| Chó săn Hellen Hellinikos Ichnilatis                                          | 214               | Hellenic Hound                                                          |                                      |                                      |
| Hollandse Herdershond                                                         | 223               | Dutch Shepherd Dog                                                      |                                      |                                      |
| Hollandse Smoushond                                                           | 308               | Dutch Smoushond                                                         |                                      |                                      |
| Hovawart                                                                      | 190               | Hovawart                                                                |                                      |                                      |
| Chó chăn cừu Croatia Hrvatski ovčar                                           | 277               | Croatian Sheepdog                                                       |                                      |                                      |
| Ioujnorousskaîa Ovtcharka                                                     | 326               | South Russian Ovcharka                                                  |                                      |                                      |
| Huntaway                                                                      |                   | Huntaway                                                                |                                      |                                      |
| Chó Spitz Ấn Độ                                                               | 289               |                                                                         |                                      |                                      |
| Chó sục Ái Nhĩ Lan                                                            | 139               | Irish Terrier                                                           |                                      |                                      |
| Irish Water Spaniel                                                           | 124               | Irish Water Spaniel                                                     |                                      |                                      |
| Chó săn Ái Nhĩ Lan                                                            | 160               | Irish Wolfhound                                                         |                                      |                                      |
| Istarski Kratkodlaki Gonič                                                    | 151               | Istrian short-haired Hound                                              |                                      |                                      |
| Istarski Oštrodlaki Gonič                                                     | 152               | Istrian coarse haired Hound                                             |                                      |                                      |
| Jagdterrier                                                                   | 103               | German Hunting Terrier                                                  |                                      |                                      |
| Jämthund                                                                      | 42                | Swedish Elkhound                                                        |                                      |                                      |
| Kai Inu                                                                       | 317               | Kai                                                                     |                                      |                                      |
| Karakatschan                                                                  |                   | Karakatschan                                                            |                                      |                                      |
| Karjalankarhukoira                                                            | 48                | Karelian bear dog                                                       |                                      |                                      |
| Karelo-Finnish Laika Finlandskaja, Karelskaja, Suomenpystykorva               | 49                | Karelo-Finnish Laika                                                    |                                      |                                      |
| Kraški ovčar                                                                  | 278               | Karst Shepherd                                                          |                                      |                                      |
| Chó sục xám Kerry                                                             | 3                 | Kerry Blue Terrier                                                      |                                      |                                      |
| King Charles Spaniel                                                          | 128               | King Charles Spaniel                                                    |                                      |                                      |
| Kooikerhondje                                                                 | 314               | Kooikerhondje                                                           |                                      |                                      |
| Chó săn Kreta Kretahund, Kritikos Lagonikos                                   |                   | Kretahound                                                              |                                      |                                      |
| Kromfohrlander                                                                | 192               | Kromfohrlander                                                          |                                      |                                      |
| Kuvasz                                                                        | 54                | Kuvasz                                                                  |                                      |                                      |
| Kyi Leo                                                                       |                   |                                                                         |                                      |                                      |
| Labradoodle                                                                   |                   | Labradoodle                                                             |                                      |                                      |
| Lagotto Romagnolo                                                             | 298               | Lagotto Romagnolo                                                       |                                      |                                      |
| Chó sục Lakeland                                                              | 70                | Lakeland Terrier                                                        |                                      |                                      |
| Lancashire Heeler                                                             |                   | Lancashire Heeler                                                       |                                      |                                      |
| Landseer                                                                      | 226               | Landseer                                                                |                                      |                                      |
| Lapinporokoira                                                                | 284               | Lapinporokoira, Lapponian Herder                                        |                                      |                                      |
| Leonberger                                                                    | 145               | Leonberger                                                              |                                      |                                      |
| Chó sục Lucas                                                                 |                   | Lucas Terrier                                                           |                                      |                                      |
| Lupo Ý                                                                        |                   | Lupo Italiano                                                           |                                      |                                      |
| Lurcher                                                                       |                   | Lurcher                                                                 |                                      |                                      |
| Chó xám Bichon maltais, Maltese                                               | 65                | Maltese                                                                 |                                      |                                      |
| Chó săn xám Hungari Magyar Agar                                               | 240               | Hungarian Greyhound                                                     |                                      |                                      |
| Magyar Vizsla                                                                 | 57, 239           | Hungarian Vizsla                                                        |                                      |                                      |
| Maneto                                                                        |                   |                                                                         |                                      |                                      |
| Markiesje                                                                     |                   | Dutch Tulip Dog                                                         |                                      |                                      |
| Chó ngao vùng Pyrene Mastín del Pirineo                                       | 92                | Pyrenean Mastiff                                                        |                                      |                                      |
| Chó ngao Tây Ban Nha mâtin espagnol, Mastín español                           | 91                | Spanish Mastiff                                                         |                                      |                                      |
| Middleasian greyhound-Tazi                                                    |                   | Middleasian greyhound-Tazi                                              |                                      |                                      |
| Chó chăn cừu Úc cỡ nhỏ                                                        |                   | Miniature Australian Shepherd                                           |                                      |                                      |
| Chó tiểu Sa Bì                                                                |                   | Miniature Shar Pei                                                      |                                      |                                      |
| Chó Mạc Tư Khoa                                                               |                   | Moscow Watchdog                                                         |                                      |                                      |
| Münsterländer Münsterländer nhỏ                                               | 102 and 118       | Munsterlander                                                           |                                      |                                      |
| Mudi                                                                          | 238               | Mudi                                                                    |                                      |                                      |
| Norrbottenspets                                                               | 276               | Nordic Spitz                                                            |                                      |                                      |
| Chó săn Na Uy                                                                 | 237               | Norwegian Buhund                                                        |                                      |                                      |
| Norsk Elghund                                                                 | 242 and 268       | Norwegian Elkhound                                                      |                                      |                                      |
| Chó sục Norfolk                                                               | 272               | Norfolk Terrier                                                         |                                      |                                      |
| Chó sục Norwich                                                               | 72                | Norwich Terrier                                                         |                                      |                                      |
| Chó Nova Scotia                                                               | 312               | Nova Scotia Duck Tolling Retriever                                      |                                      |                                      |
| Chó săn Ba Lan Ogar Polski                                                    | 52                | Polish Hound                                                            |                                      |                                      |
| Chó Bun Anh cổ                                                                |                   | Olde English Bulldogge                                                  |                                      |                                      |
| Österreichischer Pinscher                                                     | 64                | Austrian Pinscher                                                       |                                      |                                      |
| Chó săn rái cá                                                                | 294               | Otterhound                                                              |                                      |                                      |
| Chó sục Parson Russell                                                        | 339               | Parson Russell Terrier                                                  |                                      |                                      |
| Chó chăn cừu Garafiano Pastor Garafiano                                       |                   | Garafiano Shepherd                                                      |                                      |                                      |
| Chó sục Patterdale                                                            |                   | Patterdale terrier                                                      |                                      |                                      |
| Chó lội nước Tây Ban Nha Perro de Agua Español                                | 336               | Spanish Water Dog                                                       |                                      |                                      |
| Perro fino Colombiano                                                         |                   | Colombian Fino                                                          | Tập tin:Macho de Fino colombiano.jpg | Tập tin:Macho de Fino colombiano.jpg |
| Cimarrón Uruguayo                                                             | 353               | Cimarron                                                                |                                      |                                      |
| Chó chăn cừu xứ Basque Perro Pastor Vasco                                     |                   | Basque Shepherd Dog                                                     |                                      |                                      |
| Perro sin pelo del Perú                                                       | 310               | Peruvian Hairless Dog                                                   |                                      |                                      |
| Petit Basset Griffon Vendéen                                                  | 67                | Petit Basset Griffon Vendeen                                            |                                      |                                      |
| Chó săn Gascony lam nhỏ Petit bleu de Gascogne                                | 31                | Small Blue Gascony Hound                                                |                                      |                                      |
| Chó săn Plott                                                                 |                   | Plott Hound                                                             |                                      |                                      |
| Chó sục Plummer                                                               |                   | Plummer Terrier                                                         |                                      |                                      |
| Chó săn Andalusi Podenco andaluz                                              |                   | Andalusian Hound                                                        |                                      |                                      |
| Podengo Bồ Đào Nha Portuguese Podengo                                         | 94                | Portuguese Podengo                                                      |                                      |                                      |
| Chó Poitevin                                                                  | 24                | Poitevin                                                                |                                      |                                      |
| Chó chăn cừu hạ Ba Lan PON, Nizinny Polski Owczarek Nizinny                   | 251               | Polish Lowland Sheepdog                                                 |                                      |                                      |
| Chó chăn cừu Tatra Polski Owczarek Podhalanski                                | 252               | Tatra Shepherd Dog                                                      |                                      |                                      |
| Porcelaine                                                                    | 30                | Porcelaine                                                              |                                      |                                      |
| Perdigueiro Português                                                         | 187               | Portuguese Pointer                                                      |                                      |                                      |
| Chó bắt chuột Prague Pražský krysařík                                         |                   | Prague Ratter                                                           |                                      |                                      |
| Pudelpointer                                                                  | 216               | Pudelpointer                                                            |                                      |                                      |
| Chó Pumi                                                                      | 56                | Pumi                                                                    |                                      |                                      |
| Chó sục chuột                                                                 |                   | Rat Terrier                                                             |                                      |                                      |
| Chó ngao Alentejo Rafeiro do Alentejo                                         | 96                | Alentejo Mastiff                                                        |                                      |                                      |
| Chó săn Rajapalayam                                                           |                   | Rajapalayam Hound                                                       |                                      |                                      |
| Chó săn chuột Andalusi Ratonero Andaluz                                       |                   | Andalusian Mouse-Hunting Dog                                            |                                      |                                      |
| Chó săn gấu mèo Redbone                                                       |                   | Redbone Coonhound                                                       |                                      |                                      |
| Spaniel Nga                                                                   |                   | Russian Spaniel                                                         |                                      |                                      |
| Russo-European Laika                                                          | 304               | Russo-European Laika                                                    |                                      |                                      |
| Chó sục cảnh Nga                                                              | 352               | Russian Toy Terrier                                                     |                                      |                                      |
| Chó săn sói Saarloos                                                          | 311               | Saarlooswolfhond                                                        |                                      |                                      |
| Sarplaninac                                                                   | 41                | Sarplaninac                                                             |                                      |                                      |
| Schapendoes                                                                   | 313               | Dutch Schapendoes                                                       |                                      |                                      |
| Chó săn Schiller                                                              | 131               | Schiller Hound                                                          |                                      |                                      |
| Chó sục Sealyham                                                              | 74                | Sealyham Terrier                                                        |                                      |                                      |
| Chó săn Ý Segugio italiano                                                    | 198, 337          | Italian Hound                                                           |                                      |                                      |
| Shih-Poo                                                                      |                   | Shih-Poo                                                                |                                      |                                      |
| Chó chăn cừu Shiloh                                                           |                   | Shiloh Shepherd                                                         |                                      |                                      |
| Chó săn Silken                                                                |                   | Silken Windhound                                                        |                                      |                                      |
| Chó săn Slovakia Slovenský kopov                                              | 244               | Slovakian Hound                                                         |                                      |                                      |
| Slovenský hrubosrstý stavač                                                   | 320               | Slovakian Wire-haired Pointing Dog                                      |                                      |                                      |
| Slovensky Cuvac                                                               | 142               | Slovakian Chuvach                                                       |                                      |                                      |
| Spinone Italiano                                                              | 165               | Spinone Italiano                                                        |                                      |                                      |
| Chó săn Smaland Smaland-Stövare                                               | 129               | Smalands Hound                                                          |                                      |                                      |
| Chó săn Serbia Srpski Gonic                                                   | 150               | Serbian Hound                                                           |                                      |                                      |
| Chó săn Serbia tam thể Srpski Trobojni Gonic                                  | 229               | Serbian Tricolour Hound                                                 |                                      |                                      |
| Stabyhoun                                                                     | 222               | Stabyhoun                                                               |                                      |                                      |
| Steirische Rauhhaarbracke                                                     | 62                | Styrian coarse haired Hound                                             |                                      |                                      |
| Chó săn nòi Phần Lan                                                          | 51                | Finnish Hound                                                           |                                      |                                      |
| Suomenlapinkoira                                                              | 189               | Finnish Lapphund                                                        |                                      |                                      |
| Swedish Lapphund                                                              | 135               | Swedish Lapphund                                                        |                                      |                                      |
| Chó săn Thụy Sĩ nhỏ Schweizerischer Niederlaufhund Petit chien courant suisse | 60                | Small Swiss Hound                                                       |                                      |                                      |
| Chó săn Thụy Sĩ Schweizer Laufhund                                            | 59                | Swiss Hound                                                             |                                      |                                      |
| Taigan                                                                        |                   | Taigan                                                                  |                                      |                                      |
| Chó Tamaska                                                                   |                   | Tamaskan Dog                                                            |                                      |                                      |
| Chó sục Brasil Terrier Brasileiro                                             | 341               | Brazilian Terrier                                                       |                                      |                                      |
| Tesem                                                                         |                   | Tesem                                                                   |                                      |                                      |
| Tornjak                                                                       | 355               | Bosnian -Herzegovinian -Croatian Shepherd Dog                           |                                      |                                      |
| Tosa inu                                                                      | 260               | Tosa Inu, Tosa                                                          |                                      |                                      |
| Chó sục cảnh Manchester                                                       |                   | Toy Manchester Terrier                                                  |                                      |                                      |
| Chó săn gấu mèo leo cây Walker                                                |                   | Treeing Walker Coonhound                                                |                                      |                                      |
| Chó sục Tây Tạng Dhoki Apso                                                   | 209               | Tibetan Terrier                                                         |                                      |                                      |
| Chó săn Tirole                                                                | 68                | Tyrolean Hound                                                          |                                      |                                      |
| Vallhund Thụy Điển Västgötaspets                                              | 14                | Swedish Vallhund                                                        |                                      |                                      |
| Volpino                                                                       | 195               | Volpino Italiano                                                        |                                      |                                      |
| Laika Đông Siberia Vostotchno-Sibirskaïa Laïka                                | 305               | East Siberian Laika                                                     |                                      |                                      |
| Waeller                                                                       |                   | Waeller                                                                 |                                      |                                      |
| Welsh Corgi Pembroke                                                          | 39                | Welsh Corgi (Pembroke)                                                  |                                      |                                      |
| Welsh Springer Spaniel                                                        | 126               | Welsh Springer Spaniel                                                  |                                      |                                      |
| Chó sục xứ Wales                                                              | 78                | Welsh Terrier                                                           |                                      |                                      |
| Chó sục cao nguyên phía Tây trắng                                             | 85                | West Highland White Terrier                                             |                                      |                                      |
| Chó sục Westfal                                                               |                   | Westfal Terrier                                                         |                                      |                                      |
| Westphälische Dachsbracke                                                     | 100               | Westphalian Dachsbracke                                                 |                                      |                                      |
| Wetterhond                                                                    | 221               | Wetterhond                                                              |                                      |                                      |
| Chó Bun Anh trắng                                                             |                   | White English Bulldog                                                   |                                      |                                      |
| Yakutian Laika                                                                |                   | Yakutian Laika                                                          |                                      |                                      |
| Laika Tây Siberia Zapadno-Sibirskaïa Laïka                                    | 306               | West Siberian Laika                                                     |                                      |                                      |